# Distretto di Curahuasi
Il distretto di Curahuasi è un distretto del Perù nella provincia di Abancay (regione di Apurímac) con 16.532 abitanti al censimento 2007 dei quali 4.387 urbani e 12.145 rurali.
È stato istituito il 2 gennaio 1857.